# Rimella
Rimella (walserul Remmalju) település Olaszországban, Vercelli megyében. Lakosainak száma 134 fő (2023. január 1.). Rimella Bannio Anzino, Calasca-Castiglione, Fobello, Valstrona és Cravagliana községekkel határos.

## Népesség
A település népességének változása:
| Lakosok száma | 131  | 137  | 134  |
|               | 2017 | 2018 | 2023 |